# Các đội tuyển bóng đá quốc gia Việt Nam năm 1999
Dưới đây là lịch và kết quả thi đấu của một số đội tuyển bóng đá quốc gia Việt Nam các cấp trong năm 1999. Bàn thắng của các đội tuyển Việt Nam được liệt kê trước.

## Nam

### Đội tuyển nam quốc gia
Cúp Dunhill Việt Nam 1999
| Ngày                                                     | Địa điểm                        | Đối thủ    | Tỷ số | Vòng đấu | Cầu thủ ghi bàn                          | Chi tiết |
| -------------------------------------------------------- | ------------------------------- | ---------- | ----- | -------- | ---------------------------------------- | -------- |
| 29 tháng 1                                               | Thành phố Hồ Chí Minh, Việt Nam | Singapore  | 1–0   | Bảng 1   | - Văn Sỹ Hùng 56'                        | [ 1 ]    |
| 31 tháng 1                                               | Thành phố Hồ Chí Minh, Việt Nam | Nga        | 1–0   | Bảng 1   | - Nguyễn Phi Hùng 13'                    | [ 1 ]    |
| 2 tháng 2                                                | Thành phố Hồ Chí Minh, Việt Nam | Iran       | 2–2   | Bảng 1   | - Lê Huỳnh Đức 16' - Nguyễn Phi Hùng 79' | [ 1 ]    |
| 5 tháng 2                                                | Thành phố Hồ Chí Minh, Việt Nam | Trung Quốc | 1–4   | Bán kết  | - Lê Huỳnh Đức 91'                       | [ 1 ]    |
| Việt Nam xếp đồng hạng ba tại Cúp Dunhill Việt Nam 1999. |                                 |            |       |          |                                          |          |

Cúp bóng đá 3 châu lục Hè 1999
| Ngày                                                       | Địa điểm                        | Đối thủ          | Tỷ số | Vòng đấu | Cầu thủ ghi bàn       | Chi tiết |
| ---------------------------------------------------------- | ------------------------------- | ---------------- | ----- | -------- | --------------------- | -------- |
| 3 tháng 6                                                  | Thành phố Hồ Chí Minh, Việt Nam | Ajax Amsterdam   | 0–1   | Vòng 1   |                       |          |
| 5 tháng 6                                                  | Thành phố Hồ Chí Minh, Việt Nam | Atletico Mineiro | 1–5   | Vòng 3   | - Đặng Phương Nam 27' |          |
| Việt Nam xếp cuối cùng tại Cúp bóng đá 3 châu lục Hè 1999. |                                 |                  |       |          |                       |          |

Đại hội Thể thao Đông Nam Á 1999
| Ngày                                                                | Địa điểm                    | Đối thủ     | Tỷ số | Vòng đấu  | Cầu thủ ghi bàn                                                                                        | Chi tiết |
| ------------------------------------------------------------------- | --------------------------- | ----------- | ----- | --------- | --- | -------- |
| 30 tháng 7                                                          | Bandar Seri Begawan, Brunei | Lào         | 9–0   | Bảng A    | - Lê Huỳnh Đức 4', 13', 18', 27' - Văn Sỹ Hùng 59', 73', 77' - Triệu Quang Hà 75' - Chalana 90' (l.n.) | [ 3 ]    |
| 3 tháng 8                                                           | Bandar Seri Begawan, Brunei | Myanmar     | 2–0   | Bảng A    | - Trương Việt Hoàng 77' (ph.đ.) - Đặng Phương Nam 82'                                                  | [ 3 ]    |
| 5 tháng 8                                                           | Bandar Seri Begawan, Brunei | Thái Lan    | 0–0   | Bảng A    | | [ 3 ]    |
| 8 tháng 8                                                           | Bandar Seri Begawan, Brunei | Philippines | 2–0   | Bảng A    | - Đặng Phương Nam 45', 62' (ph.đ.)                                                                     | [ 3 ]    |
| 12 tháng 8                                                          | Bandar Seri Begawan, Brunei | Indonesia   | 1–0   | Bán kết   | - Nguyễn Hồng Sơn 71'                                                                                  | [ 3 ]    |
| 14 tháng 8                                                          | Bandar Seri Begawan, Brunei | Thái Lan    | 0–2   | Chung kết | | [ 3 ]    |
| Việt Nam giành huy chương bạc tại Đại hội Thể thao Đông Nam Á 1999. |                             |             |       |           | |          |

Giao hữu
| Ngày       | Địa điểm                        | Đối thủ         | Tỷ số | Vòng đấu | Cầu thủ ghi bàn                          | Chi tiết |
| ---------- | ------------------------------- | --------------- | ----- | -------- | ---------------------------------------- | -------- |
| 12 tháng 1 | Đống Đa, Hà Nội                 | U-23 Iraq       | 0–0   | Giao hữu |                                          |          |
| 22 tháng 1 | Thành phố Hồ Chí Minh, Việt Nam | U-23 Iraq       | 0–3   | Giao hữu |                                          |          |
| 30 tháng 6 | Thành phố Hồ Chí Minh, Việt Nam | Kansai          | 2–3   | Giao hữu | - Lê Huỳnh Đức 17' - Nguyễn Hồng Sơn 60' |          |
| 6 tháng 7  | Karlsruhe, Đức                  | VfR Mannheim    | 2–3   | Giao hữu |                                          |          |
| 8 tháng 7  | Karlsruhe, Đức                  | Karlsruher Sa   | 2–3   | Giao hữu |                                          |          |
| 15 tháng 7 | Vittel, Pháp                    | Nancy F.C.      | 2–2   | Giao hữu | - Văn Sỹ Hùng 16' - Đặng Phương Nam 86'  |          |
| 18 tháng 7 | Vittel, Pháp                    | Reon de L'elape | 2–3   | Giao hữu | - Triệu Quang Hà 14' - Nguyễn Văn Sỹ 36' |          |

### Đội tuyển U-23, Olympic quốc gia
Vòng loại bóng đá nam Thế vận hội Mùa hè 2000 – Khu vực châu Á (Vòng 1)
| Ngày | Địa điểm               | Đối thủ           | Tỷ số | Vòng đấu | Cầu thủ ghi bàn          | Chi tiết |
| --- | ---------------------- | ----------------- | ----- | -------- | ------------------------ | -------- |
| 23 tháng 5 | Hà Nội, Việt Nam       | Trung Quốc        | 0–4   | Bảng 7   |                          |          |
| 26 tháng 5 | Hà Nội, Việt Nam       | CHDCND Triều Tiên | 1–2   | Bảng 7   | - Nguyễn Quốc Trung 35'  |          |
| 29 tháng 5 | Hà Nội, Việt Nam       | Myanmar           | 1–2   | Bảng 7   | - Lê Quang Trãi 34'      |          |
| 12 tháng 6 | Thượng Hải, Trung Quốc | Trung Quốc        | 0–3   | Bảng 7   |                          |          |
| 15 tháng 6 | Thượng Hải, Trung Quốc | CHDCND Triều Tiên | 1–1   | Bảng 7   | - Bùi Đoàn Quang Huy 38' |          |
| 18 tháng 6 | Thượng Hải, Trung Quốc | Myanmar           | 0–0   | Bảng 7   |                          |          |
| Việt Nam xếp cuối Bảng 7 và dừng chân tại Vòng loại thứ nhất môn Bóng đá nam Thế vận hội Mùa hè 2000 – Khu vực châu Á. |                        |                   |       |          |                          |          |

### Đội tuyển U-16 quốc gia
Lion City Cup 1999
|                                                                           | Địa điểm  | Đối thủ     | Tỷ số | Vòng đấu | Cầu thủ ghi bàn | Chi tiết |
| ------------------------------------------------------------------------- | --------- | ----------- | ----- | -------- | --------------- | -------- |
| 12 tháng 6                                                                | Singapore | Campuchia   | 2–2   | Bảng A   |                 | [ 3 ]    |
| 13 tháng 6                                                                | Singapore | Singapore A | 4–1   | Bảng A   |                 | [ 3 ]    |
| 15 tháng 6                                                                | Singapore | Perth       | 0–2   | Bảng A   |                 | [ 3 ]    |
| Việt Nam xếp thứ ba Bảng A và dừng chân tại vòng bảng Lion City Cup 1999. |           |             |       |          |                 |          |

## Nữ

### Đội tuyển nữ quốc gia
Giải vô địch bóng đá nữ châu Á 1999
| Ngày                                                                                       | Địa điểm             | Đối thủ           | Tỷ số | Vòng đấu | Cầu thủ ghi bàn   | Chi tiết |
| ------------------------------------------------------------------------------------------ | -------------------- | ----------------- | ----- | -------- | ----------------- | -------- |
| 9 tháng 11                                                                                 | Iloilo, Philippines  | CHDCND Triều Tiên | 1–12  | Bảng A   | - Không rõ        |          |
| 11 tháng 11                                                                                | Iloilo, Philippines  | Đài Bắc Trung Hoa | 1–4   | Bảng A   | - Lưu Ngọc Mai 3' | [ 5 ]    |
| 13 tháng 11                                                                                | Barotac, Philippines | Ấn Độ             | 3–0   | Bảng A   |                   | [ 6 ]    |
| 15 tháng 11                                                                                | Barotac, Philippines | Malaysia          | 4–0   | Bảng A   |                   |          |
| Việt Nam xếp thứ ba Bảng A và dừng chân tại vòng bảng Giải vô địch bóng đá nữ châu Á 1999. |                      |                   |       |          |                   |          |

Giao hũu
| Ngày        | Địa điểm | Đối thủ  | Tỷ số | Vòng đấu | Cầu thủ ghi bàn | Chi tiết |
| ----------- | -------- | -------- | ----- | -------- | --------------- | -------- |
| 26 tháng 10 | Thái Lan | Thái Lan | 6–0   | Giao hữu |                 | [ 7 ]    |